# 31e cérémonie des Nika
La 31e cérémonie des Nika, organisée par l'Académie Russe des Sciences et des Arts Cinématographiques, s'est déroulée au Crocus City Hall à Krasnogorsk le 1er avril 2018 et a récompensé les films russes sortis en 2017.
Le film Arythmie de Boris Khlebnikov marque cette cérémonie en remportant cinq prix sur sept nominations,

## Palmarès

### Nika du meilleur film
- Arythmie de Boris Khlebnikov
  - Comment Vitia a mené Liokha aux Invalides d'Alexandre Hant
  - Faute d'amour d'Andreï Zviaguintsev
  - Salyut 7 de Klim Chipenko
  - Tesnota de Kantemir Balagov
  - Tango froid de Pavel Tchoukhraï

### Nika du meilleur film de CEI, de Géorgie et des États baltes
- Fauteuil de Eldar Chenguelaia •  Géorgie
  - Appelez votre père de Serik Aprymov •  Kazakhstan
  - Centaure d'Aktan Arym Kubat •  Kirghizistan
  - Le dernier jour de mai d'Igor Kistol •  Moldavie
  - Close Relations de Vitali Manski •  Lettonie •  Estonie •  Ukraine

### Nika du meilleur documentaire
- Guennadi Chpalikov : la vie d'un homme charmant d'Olesia Fokina)
  - Front Est d'Andreï Osipov
  - Platskart de Rodion Ismailov
  - Pro Rock d'Evgueni Grigoriev

### Nika du meilleur film d'animation
- Deux tramways de Svetlana Andrianova
  - Animatango de Sergueya Kapkova
  - Poissons, nageurs et navires de Dmitri Geller et Andreï Koulev

### Nika du meilleur réalisateur
- Boris Khlebnikov pour Arythmie
  - Kantemir Balagov pour Tesnota
  - Andreï Zviaguintsev pour Faute d'amour

### Nika du meilleur acteur
- Alexandre Yatsenko pour son rôle dans Arythmie
  - Valery Maslov pour son rôle dans La selle turque
  - Yevgeny Tkatchouk pour son rôle dans Comment Vitia a mené Liokha aux Invalides

### Nika de la meilleure actrice
- Irina Gorbatcheva pour son rôle dans Arythmie
  - Daria Jovner pour son rôle dans Tesnota
  - Marina Neïolova pour son rôle dans La Carpe dégivrée

### Nika du meilleur acteur dans un second rôle
- Sergueï Garmach pour son rôle dans Tango froid
- Vladimir Ilyin pour son rôle dans The Spacewalker
  - Maxime Lagachkine pour son rôle dans Arythmie

### Nika de la meilleure actrice dans un second rôle
- Alissa Freindlich pour son rôle dans Bolchoï
  - Valentina Telitchkina pour son rôle dans Bolchoï
  - Alissa Freindlich pour son rôle dans La Carpe dégivrée

### Nika du meilleur scénario
- Arythmie – Natalia Mechtchaninova et Boris Khlebnikov
  - Tesnota – Kantemir Balagov et Anton Yarouch
  - Faute d'amour – Oleg Neguine et Andreï Zviaguintsev

### Nika de la meilleure musique
- Trois sœurs – Vladimir Dachkevitch
  - Faute d'amour – Evgueni Galperine et Sacha Galperine
  - Anna Karénine, l'histoire de Vronski - Youri Poteyenko

### Nika de la meilleure photographie
- Salyut 7 – Sergueï Astakhov, Ivan Bourlakov et Kirill Bobrov
  - Matilda – Youri Klimenko
  - Faute d'amour – Mikhaïl Kritchman
  - Arythmie – Alicher Khamidkhodjaev

### Nika du meilleur son
- Bolchoï – Sergueï Tchouprov
  - VMaïakovski – Kirill Vasilenko
  - Faute d'amour – Andreï Dergatchiov

### Nika des meilleurs décors
- Matilda – Vera Zelinskaya et Elena Joukova
  - Bolchoï – Vladimir Goudiline
  - Anna Karénine, l'histoire de Vronski – Sergueï Fevralov, Youlia Makouchina

### Nika des meilleurs costumes
- Matilda – Nadejda Vasilieva et Olga Mikhailova
  - Anna Karénine, l'histoire de Vronski – Dmitri Andreev et Vladimir Nikiforov
  - Kharms – Larisa Konnikova

### Nika de la révélation de l'année
- Alexandre Hant - réalisateur de Comment Vitia a mené Liokha aux Invalides
  - Kantemir Balagov - réalisateur de Tesnota
  - Kirill Pletnov - réalisateur de Brûle-le!

## Statistiques

### Récompenses/nominations multiples
5/7 : Arythmie
2/4 : Bolchoï
2/3 : Matilda
1/3 : Comment Vitia a mené Liokha aux Invalides
1/2 : Salyut 7 et Tango froid
0/6 : Faute d'amour
0/5 : Tesnota
0/3 : Anna Karénine, l'histoire de Vronski
0/2 : La Carpe dégivrée